# Ille et Galeron
 (octobre 2023).
Si vous disposez d'ouvrages ou d'articles de référence ou si vous connaissez des sites web de qualité traitant du thème abordé ici, merci de compléter l'article en donnant les références utiles à sa vérifiabilité et en les liant à la section « Notes et références ».
Ille et Galeron est un roman du XIIe siècle écrit par Gautier d'Arras, contemporain de Chrétien de Troyes.